# Українка (Коростенський район)
Украї́нка (до 5 серпня 1960 року Пинязе́вичі) — село в Україні, в Коростенському районі Житомирської області. Розташоване за 56 км від райцентру, за 3 км від залізничного зупинного пункту Щебзавод. Населення становить 935 осіб (2021).

## Історія
На території Українки люди селилися з давніх часів. Про це свідчать знайдені тут численні кам'яні знаряддя праці. Розташування села кілька разів змінювалося протягом віків. У XV ст. на місці, де пізніше засноване село Пинязевичі, як на ймовірному шляху вторгнення турецько-татарських орд, будуються засіки, службу на яких несли «пеняжні» люди, тобто ті, хто отримував грошову винагороду з королівської казни — пеньондзи. Їхнім завданням було попередження населення про наближення ворогів та організація опору. Між селами Пинязевичі й Любовичі, як свідчення про давні часи, збереглися високі могили-курганці.
1648 року більша частина Пинязевич — 25 димів належала великим землевласникам Єльцям. Однак після закінчення Визвольної війни під проводом Богдана Хмельницького майже всі жителі села були винищені поляками чи силою зігнані за Дніпро за наказом лівобережного гетьмана Івана Самойловича. У 1683 році в Пинязевичах залишилося лише 14 димів. У 1695 році місцеві жителі приєдналися до загонів козаків, що розгромили панське помістя. Справжнім будівничим села в цей період став Грицько Дубиченко.
У 1768 році в селі збудовано на місці давнішньої дерев'яну церкву в ім'я Архістратига Михаїла, яка існує й досі. На початку XX ст. в селі нараховувалося 309 дворів, в яких проживало 1727 жителів. В Пинязевичах діяли православна церква, церковноприходська школа, водяний млин, магазин. Поміщик М. В. Маслов мав цегельно-кафельний завод продуктивністю 5 тис. штук цегли високої якості. З давніх часів жителі Пинязевичів займалися також різноманітними промислами: залізоробним, смолокурним та іншими. Багато жителів села були зайняті в гранітних каменоломнях, значна кількість яких розміщена в околицях села. Гранітні брили переробляли в млинові жорна, точильні бруски, колодязні жолоби, бруківку і бордюрний камінь, стовпи для воріт, корита для напування худоби, могильні камені тощо. За свідченням відомого краєзнавця Л. Похилевича з гранітних плит з Пинязевичів збудовано центральний корпус Київського національного університету, комплекс споруд Печерської фортеці, головний військовий госпіталь МО України, головний корпус Миколаївської юнкерської школи (зараз тут розміщується Академія Збройних сил України).

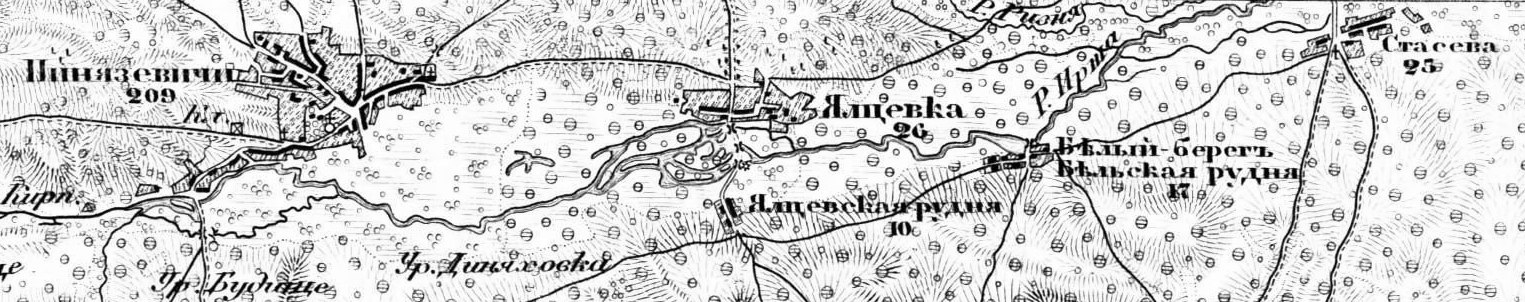
Українка (Пинязевичі) на російській мапі 1868 року.

Радянську окупацію в селі встановлено в лютому 1918 року, однак вже в наступному місяці село зайняли німецькі війська. Німецький загін примусив селян повернути розграбоване поміщицьке майно. Жителя села О. Друзя, який був учасником підпілля разом з відомим малинським революціонером Ф. Мельниченком, розстріляли. Однак, російські більшовики та їх прислужники таки підкорили Пинязевичі. В 1921 році виник перший комнезам, у 1922 році створено сільраду. У 1923 році селяни об'єдналися в товариство спільного обробітку землі, потім в артіль «Незаможник». Наслідком цього став Голодомор 1921-23 років. У 1931 році в селі було організовано колгосп ім. Ворошилова, до якого селян змусили віддати всю худобу та реманент. Напередодні Другої світової війни колгосп об'єднував 344 господарства, 464 колгоспники. В селі діяли електростанція, млин, клуб.
Село постраждало, як і інші поліські села, від Голодомору-геноциду та масових репресій 1937-38 років.
У роки Німецько-радянської війни в боротьбі з ворогом брало участь 253 жителів села, 173 з них не повернулися з поля бою, 164 відзначено урядовими нагородами. 12 листопада 1943 року німецько-нацистські загарбники були вигнані із села. Відступаючи з села, гітлерівці спалили 98 будівель.
У 70-80-і роки було збудовано 6 господарських приміщень, корівник, автотракторну ремонтну майстерню, гараж. Нині в Українці працює СФГ «Агроресурс» та ферма. В селі діють дитсадок, загальноосвітня школа I—III ступенів, будинок культури, бібліотека, православна церква, стадіон, лікарняна амбулаторія,4 магазини.
1989 року в Українці налічувалося 1069 мешканців; 2001 року — 931. На 01.01.2020 р. — 763 особи.
Село зазнало обстрілів 29 березня під час вторгнення Росії в Україну 2022 року.
Колишній орган місцевого самоврядування — Українківська сільська рада.

## Населення

### Мова
Розподіл населення за рідною мовою за даними перепису 2001 року:
| Мова       | Кількість | Відсоток |
| ---------- | --------- | -------- |
| українська | 905       | 97.21%   |
| російська  | 22        | 2.36%    |
| білоруська | 3         | 0.32%    |
| румунська  | 1         | 0.11%    |
| Усього     | 931       | 100%     |

## Відомі люди
Уродженцями Українки є:
- перший заступник начальника Головного управління земельних ресурсів виконавчого органу Київради, заслужений будівельник України Юрій Кулаковський[8];
- викладачі Київського національного університету ім. Шевченка З. М. Мартиненко та Житомирського державного університету О. К. Ткаченко.